# Cynthiacetus
Cynthiacetus (лат.) — род вымерших китообразных из семейства базилозаврид, живших во времена позднего эоцена (41,3—33,9 млн лет назад). Образцы были найдены в юго-восточной части США и в Перу (Otuma Formation).
Родовое название дано в честь населённого пункта Синтия (штат Миссисипи, США), расположенного недалеко от того места, где был обнаружен голотип вида Cynthiacetus maxwelli.

## Описание

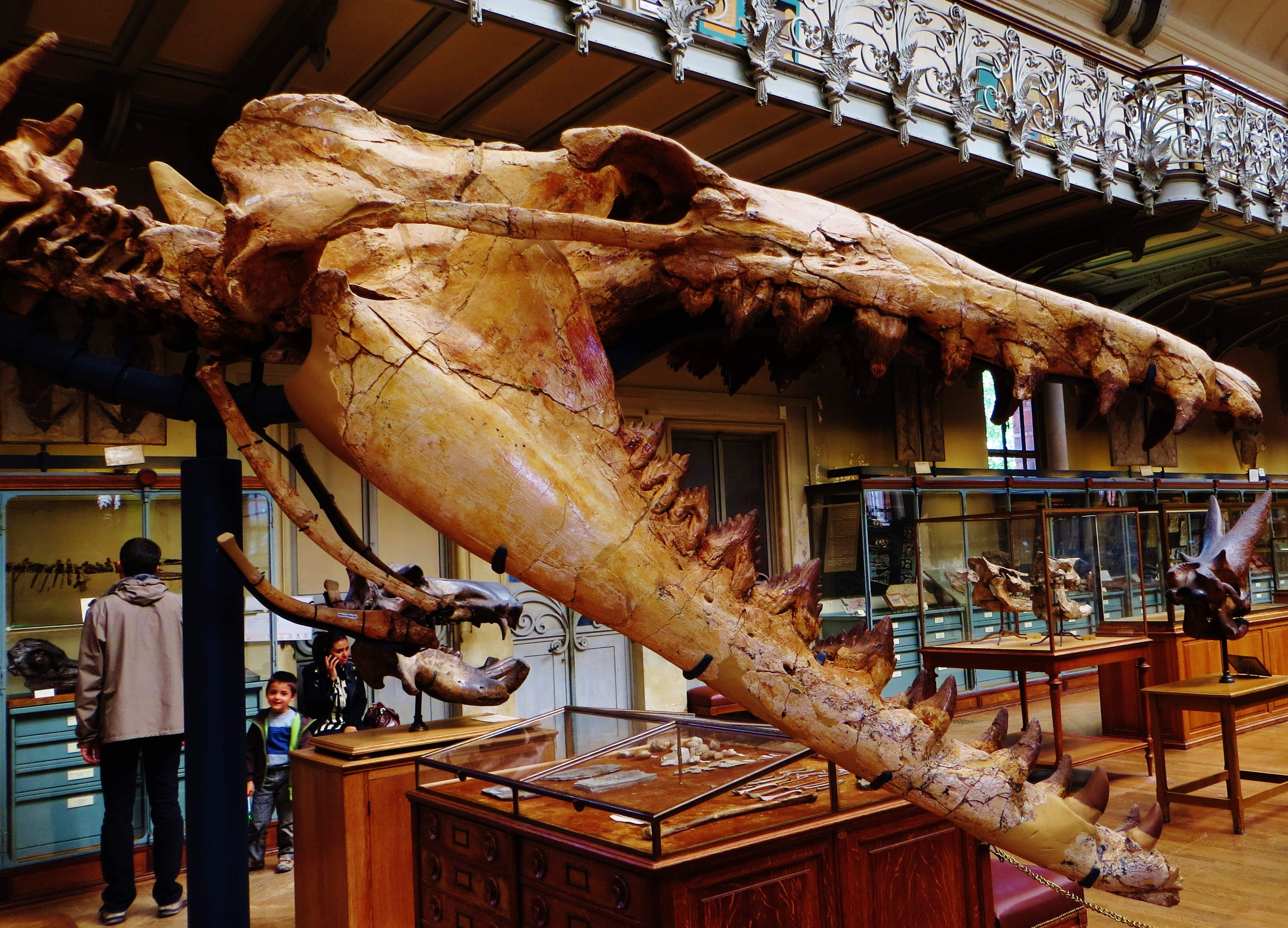
Череп Cynthiacetus peruvianus

Череп Cynthiacetus был похож по размеру и морфологии на череп Basilosaurus, но Cynthiacetus не имел удлиненных позвонков Basilosaurus. В 2005 году был создан этот род, чтобы избежать обозначения nomen dubium Pontogeneus (которое было основано на плохо описанных и ныне утерянных образцах). Cynthiacetus был меньше, чем Masracetus.
Южноамериканский вид C. peruvianus, первый археоцет, описанный на этом континенте, в основном отличается от C. maxwelli количеством бугров на нижних премолярах, но также он имеет большее количество грудных позвонков (20). Типовой образец C. peruvianus принадлежит взрослой особи длиной 9 м.

## Классификация
По данным сайта Paleobiology Database, на октябрь 2021 года в род включают 2 вымерших вида:
- Cynthiacetus maxwelli Uhen, 2005typus
- Cynthiacetus peruvianus Martinez-Cáceres & Muizon, 2011